# National Stock Exchange (Jersey City, New Jersey)
Die National Stock Exchange (NSX) (Heute NYSE National) ist eine elektronische Wertpapierbörse mit Sitz in Jersey City, New Jersey. Sie wurde im März 1885 in Cincinnati, Ohio, als Cincinnati Stock Exchange gegründet.

## Geschichte
1995 verlegte sie ihren Hauptsitz nach Chicago (Illinois) und wurde 2003 in National Stock Exchange umbenannt. Nach der Demutualisierung im Jahr 2006 verlegte sie ihren Hauptsitz nach Jersey City. Im Jahr 2011 übernahm die CBOE Stock Exchange die National Stock Exchange. Beide Börsen behielten jedoch ihren eigenen Namen. Die NSX stellte ihren Handelsbetrieb am 1. Februar 2017 ein, als sie von der New York Stock Exchange übernommen wurde, und wurde am 21. Mai 2018 als NYSE National wiedereröffnet.